# 나가사키 본선
나가사키 본선(일본어: 長崎本線)은 일본 규슈 여객철도의 철도 노선 가운데 하나이다. 사가현 도스시에 있는 도스역과 나가사키현 나가사키시에 있는 나가사키역을 잇는다.
후쿠오카, 사가 도시권 구간인 도스 ~ 사가, 나가사키권 구간인 이사하야 ~ 나가사키 역 구간에서는 IC 승차 카드인 스고카를 사용할 수 있다.

## 차량

### 특급 열차
- 783계 전동차(미도리, 하우스텐보스)
- 787계 전동차(미도리, 하우스텐보스)
- 885계 전동차(릴레이 가모메)

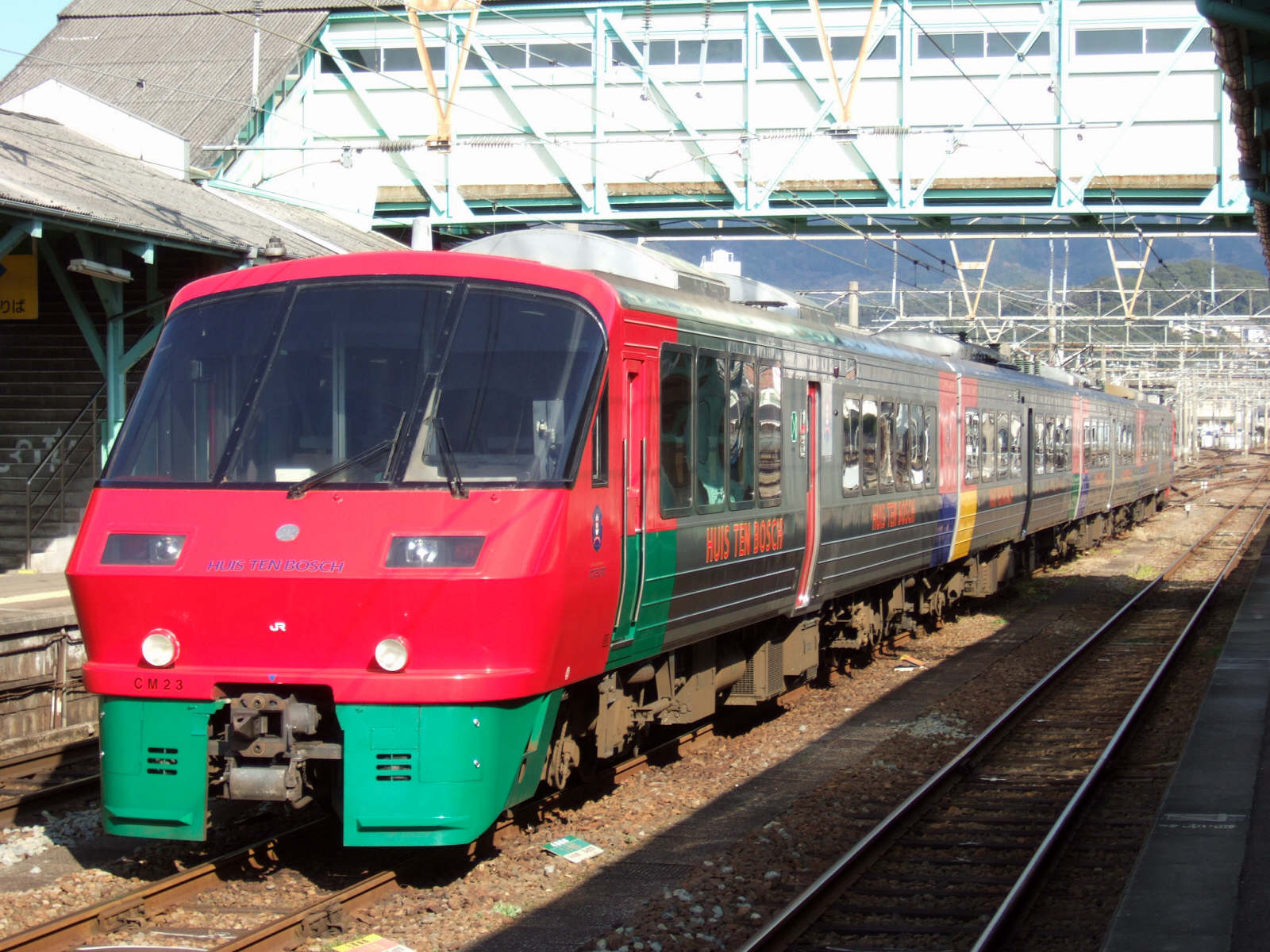
783계 전동차
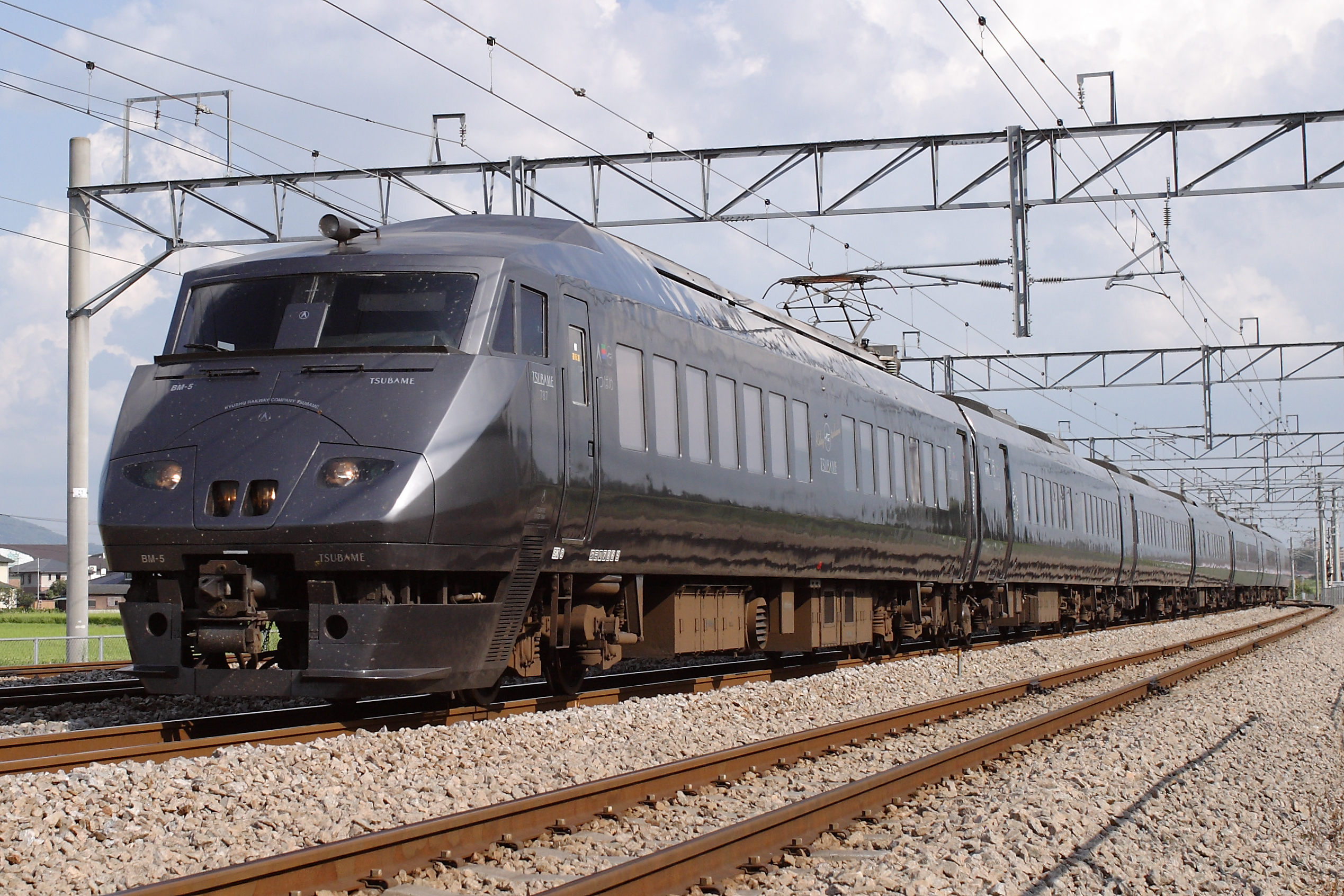
787계 전동차
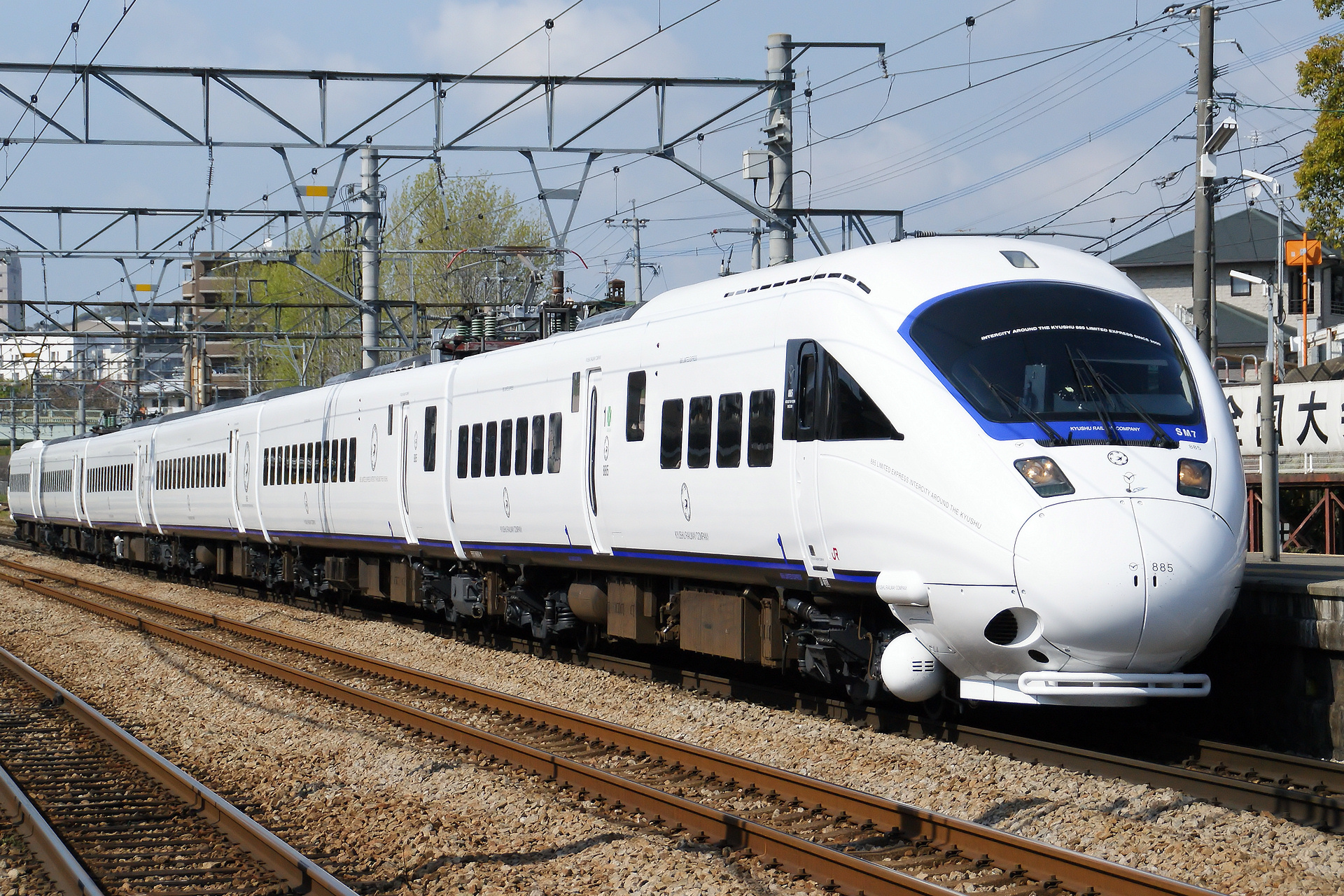
885계 전동차

### 보통 열차

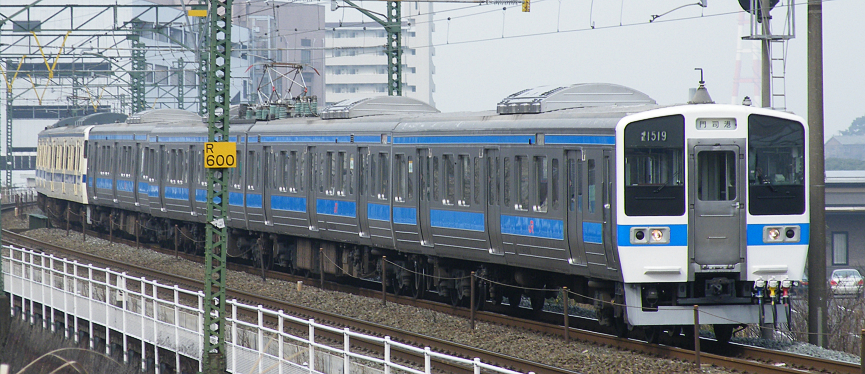
415계 전동차
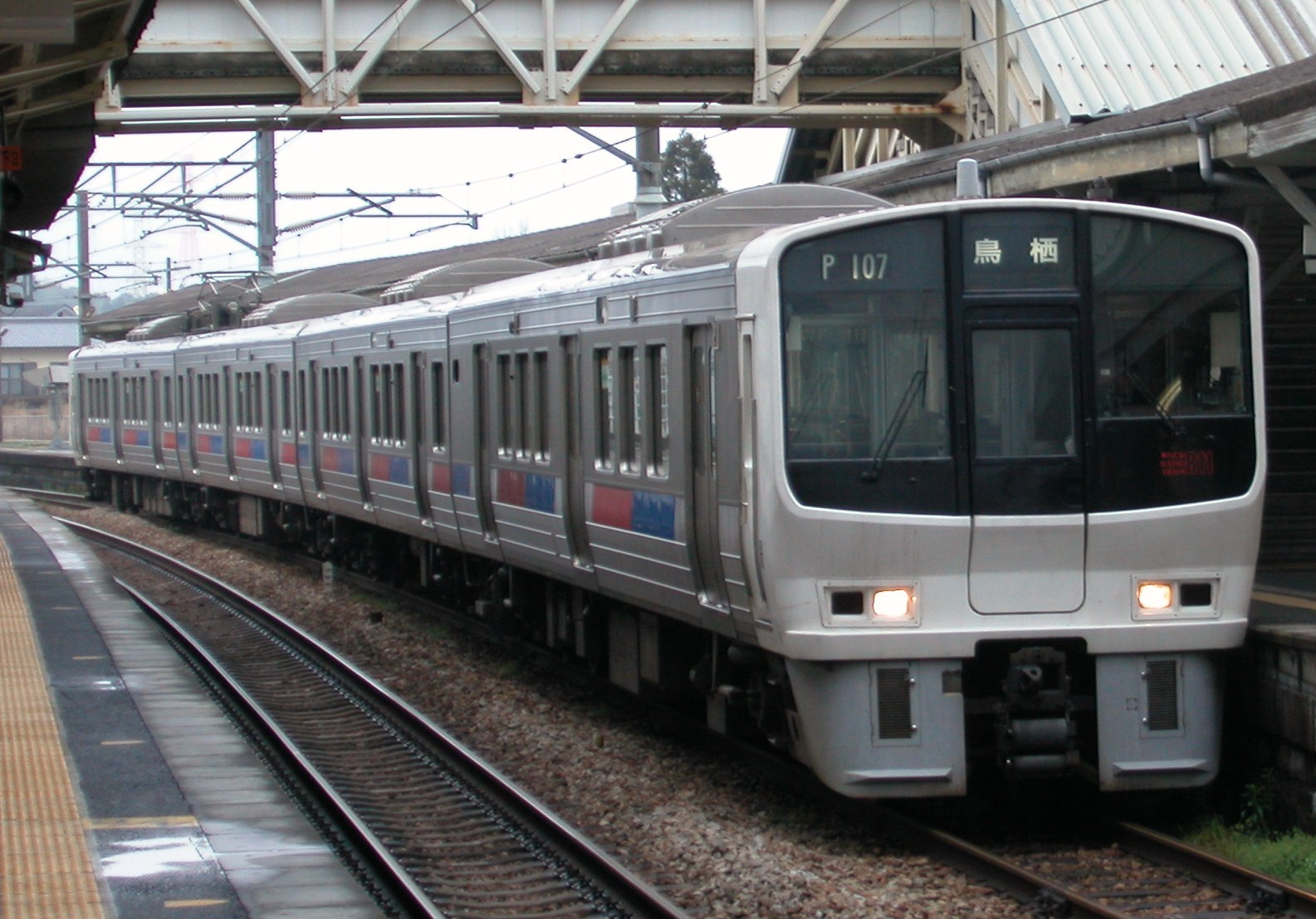
811계 전동차
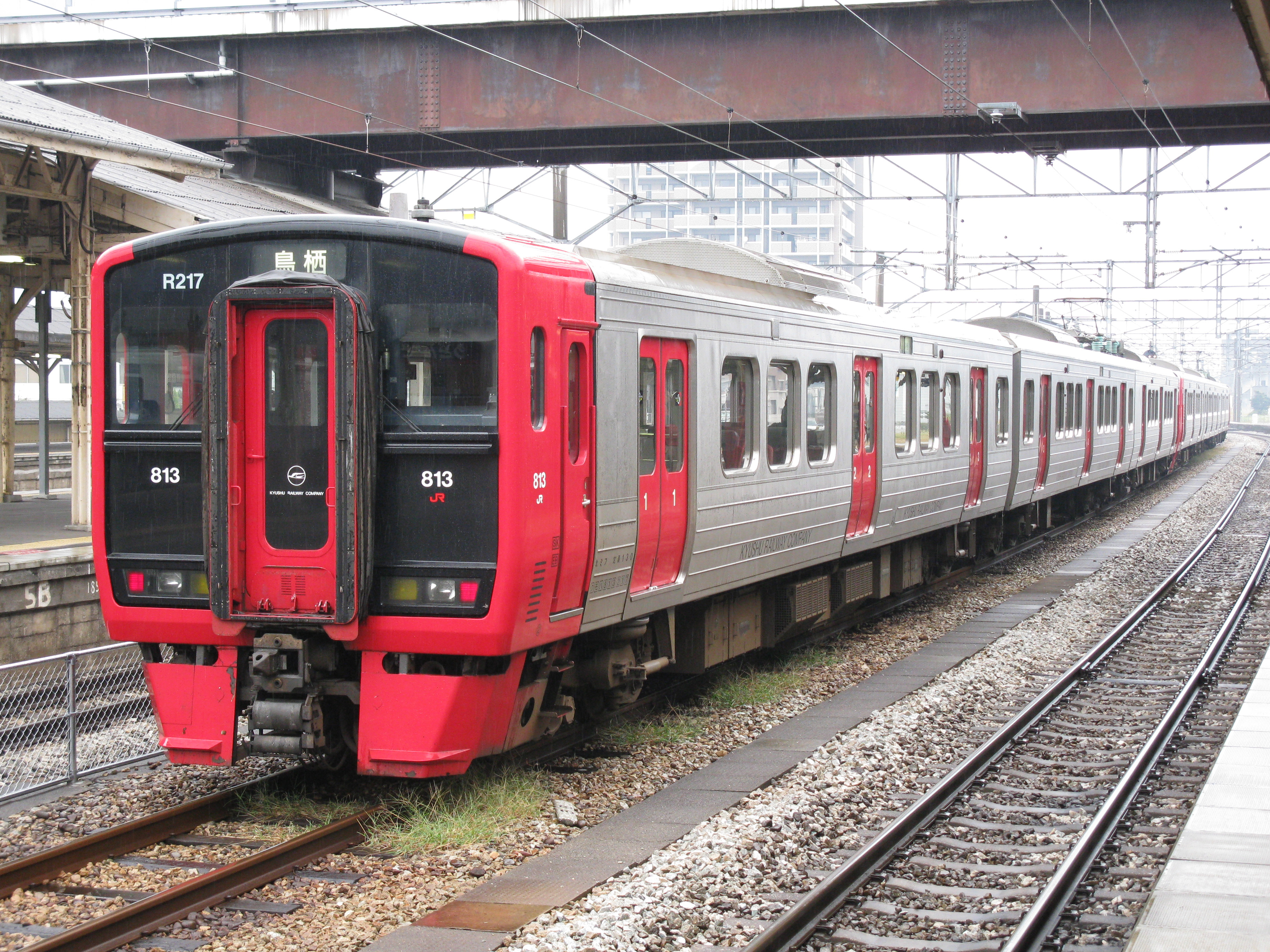
813계 전동차
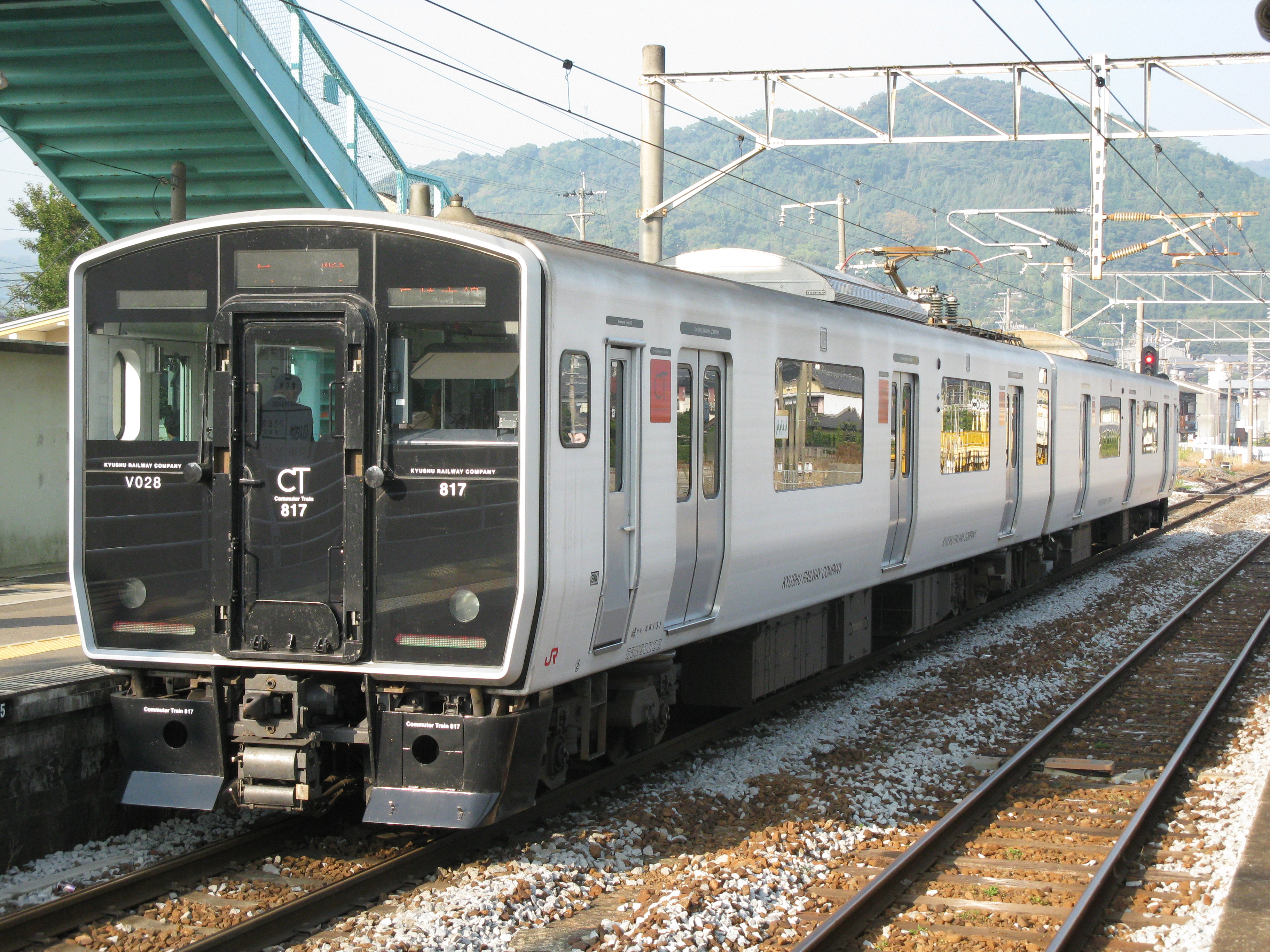
817계 전동차
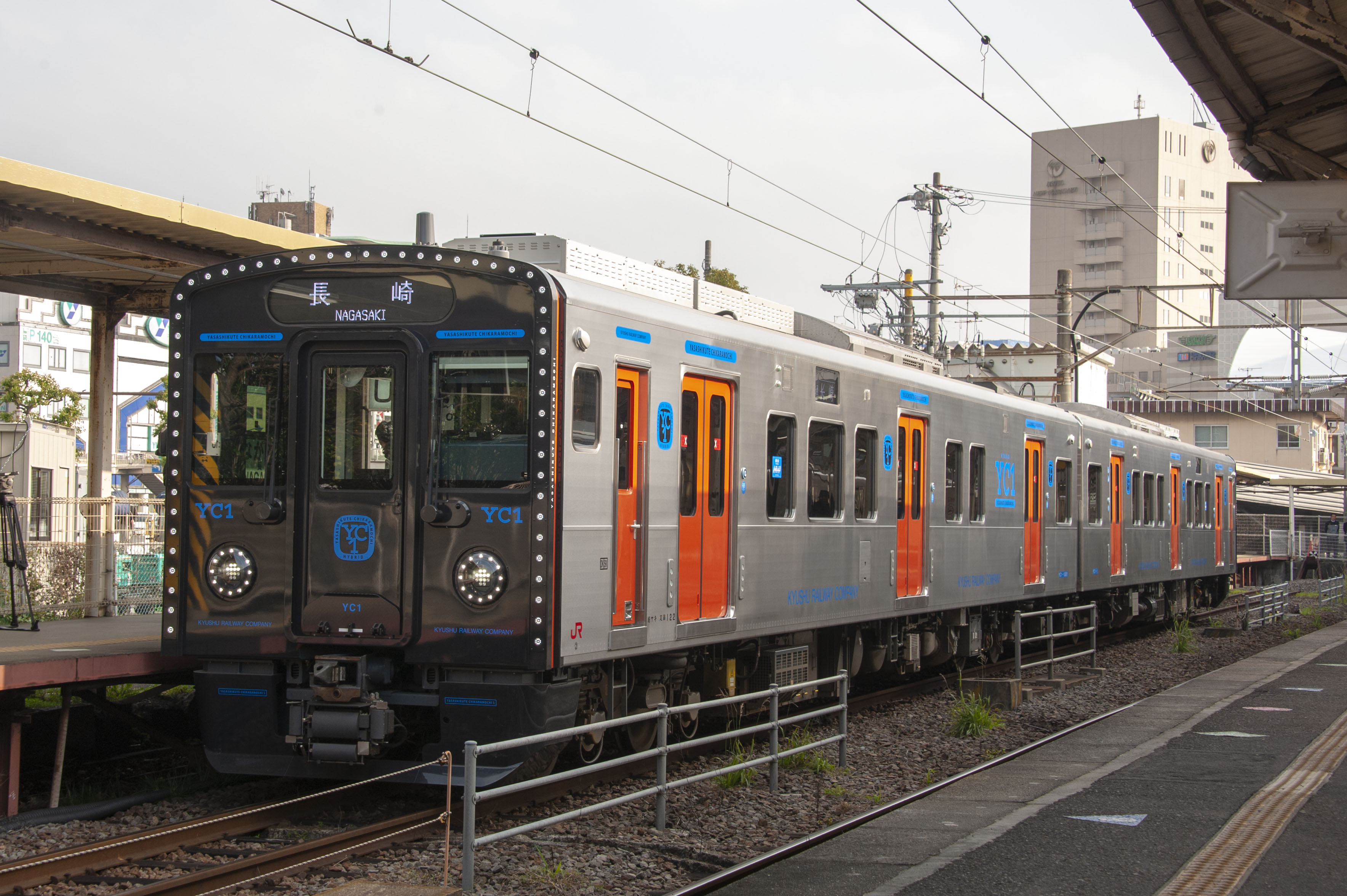
YC1계 동차

- 415계 전동차
- 811계 전동차
- 813계 전동차
- 817계 전동차
- YC16계 동차

## 역 목록

### 전철화된 구간 (신선)
| 역 이름           | 일본어 이름    | 영업 거리 (km) | 접속 노선     | 소재지     | 소재지       | 소재지                                 |
| ----------------- | -------------- | -------------- | ------------- | ---------- | ------------ | -------------------------------------- |
| 도스              | 鳥栖           | 0.0            | 가고시마 본선 | 사가현     | 도스시       | 도스시                                 |
| 신토스            | 新鳥栖         | 2.9            | 규슈 신칸센   | 사가현     | 도스시       | 도스시                                 |
| 히젠후모토        | 肥前麓         | 4.2            |               | 사가현     | 도스시       | 도스시                                 |
| 나카바루          | 中原           | 8.5            | 미야키군      | 사가현     | 미야키정     |                                        |
| 요시노가리코엔    | 吉野ヶ里公園   | 13.1           | 간자키군      | 사가현     | 요시노가리정 |                                        |
| 간자키            | 神埼           | 15.7           | 간자키시      | 간자키시   |              |                                        |
| 이가야            | 伊賀屋         | 20.2           | 사가시        | 사가시     |              |                                        |
| 사가              | 佐賀           | 25.0           | 사가시        | 사가시     |              |                                        |
| 나베시마          | 鍋島           | 28.0           | 사가시        | 사가시     |              |                                        |
| 벌룬사가 (임시)   | バルーンさが   | 29.8           | 사가시        | 사가시     |              |                                        |
| 구보타            | 久保田         | 31.4           | 사가시        | 사가시     | 가라쓰선     |                                        |
| 우시즈            | 牛津           | 34.2           |               | 오기시     | 오기시       |                                        |
| 고호쿠            | 江北           | 39.6           | 사세보선      | 기시마군   | 고호쿠정     |                                        |
| 히젠시로이시      | 肥前白石       | 44.7           |               | 기시마군   | 시로이시정   |                                        |
| 히젠류오          | 肥前竜王       | 49.4           |               | 기시마군   | 시로이시정   |                                        |
| 히젠카시마        | 肥前鹿島       | 54.6           | 가시마시      | 가시마시   |              |                                        |
| 히젠하마          | 肥前浜         | 57.6           | 가시마시      | 가시마시   |              |                                        |
| 히젠나나우라      | 肥前七浦       | 61.5           | 가시마시      | 가시마시   |              |                                        |
| 히젠이다          | 肥前飯田       | 63.6           | 가시마시      | 가시마시   |              |                                        |
| 다라              | 多良           | 67.7           | 후지쓰군      | 다라정     |              |                                        |
| 히젠오우라        | 肥前大浦       | 75.6           | 후지쓰군      | 다라정     |              |                                        |
| 도이자키 신호장   | 土井崎信号場   | (78.9)         | 나가사키현    | 이사하야시 | 이사하야시   |                                        |
| 고나가이          | 小長井         | 82.3           | 나가사키현    | 이사하야시 | 이사하야시   |                                        |
| 나가사토          | 長里           | 84.7           | 나가사키현    | 이사하야시 | 이사하야시   |                                        |
| 유에              | 湯江           | 87.6           | 나가사키현    | 이사하야시 | 이사하야시   |                                        |
| 오에              | 小江           | 90.9           | 나가사키현    | 이사하야시 | 이사하야시   |                                        |
| 히젠나가타        | 肥前長田       | 95.6           | 나가사키현    | 이사하야시 | 이사하야시   |                                        |
| 히가시이사하야    | 東諫早         | 97.8           | 나가사키현    | 이사하야시 | 이사하야시   |                                        |
| 이사하야          | 諫早           | 100.4          | 나가사키현    | 이사하야시 | 이사하야시   | 오무라선 시마바라 철도 시마바라 철도선 |
| 니시이사하야      | 西諫早         | 103.2          | 나가사키현    | 이사하야시 | 이사하야시   |                                        |
| 기키쓰            | 喜々津         | 106.9          | 나가사키현    | 이사하야시 | 이사하야시   | 나가요 경로                            |
| 이치누노          | 市布           | 109.4          | 나가사키현    | 이사하야시 | 이사하야시   |                                        |
| 히젠코가          | 肥前古賀       | 112.3          | 나가사키현    | 나가사키시 | 나가사키시   |                                        |
| 우쓰쓰가와        | 現川           | 114.8          | 나가사키현    | 나가사키시 | 나가사키시   |                                        |
| 히젠미카와 신호장 | 肥前三川信号場 | (118.5)        | 나가사키현    | 나가사키시 | 나가사키시   |                                        |
| 우라카미          | 浦上           | 123.7          | 나가사키현    | 나가사키시 | 나가사키시   | 나가요 경로 나가사키 전기 궤도         |
| 나가사키          | 長崎           | 125.3          | 나가사키현    | 나가사키시 | 나가사키시   | 나가사키 전기 궤도                     |

### 나가요 경로
| 역 이름      | 일본어 이름 | 영업 거리 (km) | 접속 노선             | 소재지      | 소재지        |
| ------------ | ----------- | -------------- | --------------------- | ----------- | ------------- |
| 기키쓰       | 喜々津      | 0.0            | 이사하야 방면         | 나가사키 현 | 이사하야 시   |
| 히가시소노   | 東園        | 3.5            |                       | 나가사키 현 | 이사하야 시   |
| 오쿠사       | 大草        | 7.2            |                       | 나가사키 현 | 이사하야 시   |
| 혼카와치     | 本川内      | 12.3           | 니시소노기군 나가요정 | 나가사키 현 |               |
| 나가요       | 長与        | 15.4           | 니시소노기군 나가요정 | 나가사키 현 |               |
| 고다         | 高田        | 16.4           | 니시소노기군 나가요정 | 나가사키 현 |               |
| 미치노오     | 道ノ尾      | 18.9           | 니시소노기군 나가요정 | 나가사키 현 |               |
| 니시우라카미 | 西浦上      | 20.6           | 나가사키 시           | 나가사키 현 |               |
| 우라카미     | 浦上        | 23.5           | 나가사키 시           | 나가사키 현 | 나가사키 방면 |